# Скачков, Константин Андрианович
Константи́н Андриа́нович Скачко́в (1821 — 7 апреля 1883) — русский учёный и дипломат. Китаевед.

## Биография
В 16 лет поступил в Императорский Санкт-Петербургский университет, но не окончив его, перешёл в одесский Ришельевский лицей и в 1843 году окончил его физико-математическое отделение. Был одним из лучших учеников русского астронома А. Н. Савича.
Несколько лет служил в государственных учреждениях и в 1848 году был приглашен для организации магнитно-метеорологической обсерватории при российской духовной миссии в Пекине. Здание магнитно-метеорологической обсерватории в Пекине было построено под его руководством. Во время многолетнего пребывания в Китае К. А. Скачков изучил китайский язык и литературу. Его интересовали сельское хозяйство, военное и морское дело, астрономия, медицина, торговля. С первых лет своего пребывания в Китае К. А. Скачков начал собирать китайские книги. Немало литературы он получил в дар от членов духовной миссии, а также от китайских учёных и чиновников. Несколько редких и ценных сочинений по китайской астрономии он получил от дяди китайского императора, интересовавшегося занятиями Скачкова в обсерватории при духовной миссии. Некоторые книги были переписаны по заказам Скачкова китайскими писцами. К моменту возвращения на родину Скачков был уже обладателем большой коллекции китайских рукописных книг, карт и альбомов рисунков.
В 1863 году Скачков вернулся на родину. С 1867 года его китайское собрание вместе с составленным им самим картотекой-каталогом находилось на хранении в Петербургской публичной библиотеке. В 1873 году это собрание купил входивший в круг знакомых К. А. Скачкова иркутский купец А. Л. Родионов и пожертвовал, в расчёте на орден, Румянцевскому музею.
В последние годы жизни К. А. Скачков жил в Петербурге; участвовал в работе Русского географического общества. Умер 26 марта (7 апреля) 1883 года; был похоронен на Никольском кладбище Александро-Невской лавры, рядом с дочерью Еленой (1859—1879).
В 1884 году его вдова, Каролина Фоминична Скачкова, передала Румянцевскому музею оставшуюся часть библиотеки и архив покойного.

## Сочинения
К. А. Скачков — автор ряда публикаций, основанных на собранном им обширном материале:
- «О военном морском деле у китайцев» // «Морской сборник». — 1858. — Кн. 10.
- «Албазинцы в Пекине» // «Художественный Листок» Тимма. — 1859. — № 2.
- «О Китайской кормовой траве му-сю» // «Труды Императорского Вольного экономического общества». — 1863.
- «Об истреблении саранчи в Китае» // «Труды Русского Энтомологического Общества». — Т. III.
- «Беседы о сельском хозяйстве в Китае» // «Журнал сельского хозяйства и лесоводства». — 1867.
- «О заслугах венецианца Марка Поло по распространению географических познаний об Азии» // «Известия Императорского Русского географического общества». — СПб., 1865,
- «О географических познаниях китайцев» // «Известия Императорского Русского географического общества». — СПб., 1866. Т. II.
- «Судьба астрономии в Китае» // «Журнал Министерства народного просвещения». — 1874, Т. CLXXIII. — № 5.
- «Пекин в дни тайпинского восстания». — М., 1958.

## Рекомендуемая литература
- РГБ. Ф. 273.
- РГБ. Ф. 274